# 時空戦士イバライガーR
時空戦士イバライガーR（じくうせんしイバライガーアール）は、茨城県を中心に活躍しているローカルヒーローの名称。

## 概要
その名の通り、茨城県のご当地ヒーロー。卯都木睦が考案したオリジナルヒーローで、2007年8月より有志十数人による製作委員会を立ち上げ「時空戦士イバライガー」として活動を開始。2008年10月からは「時空戦士イバライガーR」として活動。当初ヒーローはイバライガー（またはイバライガーR）のみだったが、その後、次々とヒーローが増え、現在、十数体のキャラクターが存在し、茨城県内各地のイベント、お祭りなどでステージショー、握手会、撮影会、サイン会などを行っている。なお、主要キャラクターが増えたこと、初代イバライガーが復活したことにより、2011年より公式名称を「時空戦士イバライガー」に戻している。
茨城県のヒーローとして紹介されることが多いが、正確には主催団体「茨城元気計画」が運営する自主活動であり、県、市町村等の公式キャラクターではない。基本的にショーその他のオファーは有料で引き受けているが、養護施設等への慰問、東日本大震災被災者の激励といった活動は、主催者による自主ボランティアであり、無償で出動することが多い。特に東日本大震災直後には、県内各地を自主的に訪問し激励して回った。2011年4月16日には、被災した子どもたちを激励するために初めての自主公演を入場無料で開催している。

## ステージショー
約25 - 30分程度。主演はイバライガーRもしくは初代イバライガーであることが多いが、ブラックショー、ミニライガーショーなどが演じられることもある。ショーの後には、ほぼ必ず登場キャラクターとファンたちとの撮影会があり、ショーと合わせて約1時間の公演2回程度を行うことが多い。脚本は、毎回イベントごとに書き下ろしている。多くの場合、既存のシナリオにアレンジを加えたものだが、年に数本のペースで新作を追加している。ほとんどの場合、ショーの内容は茨城元気計画に一任されており、イベント主催者もステージを見るまで内容を知らないことが多い。過去、最大規模のシナリオは、2011年4月16日の自主公演のもので、ほとんど全てのキャラクターが登場している。なお、イバライガーは未来から来たヒューマロイド（人造人間）であり、人は入っていないというのが公式のお約束であり、スーツアクターおよび声優等に関する情報や発言は御法度になっている。

## ストーリー
感情を物質やエネルギーに変換する技術「エキスポ・ダイナモ」を研究していたティクス博士は、偶然にも悪のエネルギー生命体「ジャーク」を生み出してしまった。ジャークは、負の感情を媒介として人間に憑依・寄生する性質を持ち、人々を恐怖や悲しみに陥れることで、さらに増殖していく。ジャークに寄生されたティクス博士は悪の科学者Dr.ティクスに変貌し、怪人たちを生み出し、茨城侵略計画を開始する。そんな茨城県に時空を超えて出現したヒーローが初代「時空戦士イバライガー」である。イバライガーは、ジャークとは反対に、愛情、友情、希望、勇気など、善意の感情をエネルギーとする正義のヒューマロイド（人造人間）。イバライガーが誕生した未来世界では、ジャークが茨城県から全国・全世界へと、その魔の手を伸ばし、社会は乱れ、人の心は破壊され、環境も荒廃してしまっていた。そんな未来を変えるために、人々の願いを込めて現代に送り出された最後の希望がイバライガーなのだ。しかしイバライガーは、ジャークとの戦いの中で、時空の裂け目に消えてしまう。すべての希望が絶たれたかに思えたとき、平和を求める人々の想いが時空を超えて、新たなヒーロー「時空戦士イバライガーR」と、その仲間たちを呼び寄せる（このイバライガーRの登場が、物語の冒頭部分とされている）。そして、さらなる未来からやってきたハイパーイバライガー、奇跡の復活をとげた初代イバライガーなどのヒーローたちが結集し、茨城の人々と共にジャークを追いつめていくのだった。

## 主なキャラクター

### イバライガー側
イバライガーたちのマスク・バイザー部分は、茨城の鳥「ヒバリ」をイメージしたデザインになっている。
- イバライガーR
  - 初代イバライガーの後を受け継いで現代に出現した対ジャーク防衛用ヒューマロイド（人造人間）。RはReturn（復帰）やRevive（復活）などの意味で、まさしく「帰ってきたヒーロー」といえる。初代イバライガーの同型機だが、荒廃した未来世界では本来は初代イバライガー一体を起動するだけで精一杯であり、本来は決して起動するはずのない機体だった。だが、現代の人々の「想いの力」が、初代イバライガーとジャークの戦いで生まれた時空の裂け目を通じて届き、イバライガーRを目覚めさせた。性格的には人格モデルとなった人物の影響により少年マンガの典型のような熱血＆良い子タイプ。

登場時のセリフは「時空戦士！イバライガーR！」
- - 必殺技
    1. 時空突破クロノ・ブレイク - 周囲から集まった感情パワーが一定レベルを超えると使用可能になる、イバライガーたちのハイパーモード。自分を量子化することで通常の時間の流れとは違う状態を作り出し、周囲よりも高速で行動できるようになる。イバライガーは高エネルギー状態となり、光速に近付くことで「見た目の質量」が増加するため、通常を遥かに上回る攻撃力となる。ただしイバライガー自体にも巨大な負荷がかかるため、諸刃の技でもある。なおクロノ・ブレイク自体はイバライガーの高速戦闘モードなので、クロノ・ブレイク発動中に他の技を使うこともできる。設定では、発動中は背面のクロノ・スラスターからエキスポ・ダイナモの輝きが二筋伸びて光の翼（ブラックは黒い翼）のような状態になり全身も発光するが、ステージショーでは再現不能。
    2. 時空鉄拳ブレイブ・インパクト - イバライガーRの必殺技。エネルギーを両腕に集中させて放つ拳による連撃。腕だけのクロノ・ブレイクとも言える。白熱させて放つ「バーニング」、全エネルギーを打ち出す「フルバースト」など、バリエーションもあり。

- イバライガーブラック
  - イバライガーRが現代へ出現する際に「別の可能性」として実体化してしまった孤高の戦士。恐るべき戦闘力とクールな判断力でイバライガーたちの危機を度々救うが、常に「環境が破壊された未来を変える」という使命を優先しているため、地球を汚す人間や、それを守ろうとするイバライガーRたちと対立することも多い。イバライガーRから分裂したため、本質的には同じ性能、同じ人格モデルのはずだが、性格的には正反対であり、冷徹な判断力と容赦のない戦闘力を有している。
  - 必殺技
    1. 時空雷撃拳 - イバライガーブラックの必殺技。エキスポ・ダイナモの力を解放し、戦闘能力を大幅に強化する。
    2. ブラック・エクスプロージョン - イバライガーブラックの必殺技。エネルギーを脚部に集めて放つ連続蹴り。ブレイブ・インパクトの足技版。やはり「ビッグバン」など、バリエーションがある。
    3. 時空侵略クロノ・リメイク - イバライガーブラックの必殺技。時空の歪みを作り出し、周囲の物質を刃に変換して、どんなものでも分子レベルで切断してしまうということになっているが、ステージショーではほぼ使われたことがない。

- イバガール
  - イバライガーの試作機の一体で、イバライガーRと共に現代へ出現し、イバライガーたちを支援するサポートロイドとして活躍する「時空天使」。女性型のヒューマロイドで、元気でおてんばな性格は、やはり人格モデルの影響によるもの。本来は戦闘用ではないため、Rやブラックに比べると戦闘力は劣るが、クロノ・ブレイクなど、イバライガー同様の技を使いこなせることから、スペック的には同レベルと思われる。

登場時のセリフは「時空天使！イバガール！」
- - 必殺技
    1. エターナル・ウインド・フレア - ネーミングから風や炎を扱う技だと推察できるが、ショーでは普通の連続攻撃。
- 初代イバライガー
  - ジャーク軍団の侵略により荒廃と化した未来を救うために、現代にやってきた「オリジナルのイバライガー」。初代だけは長い時間をかけて育て上げたAIが組み込まれており、人格モデルはない。ジャークとの戦いで一度は時空の裂け目に消滅するが、イバライガーRたちの活躍によって呼び覚まされた現代の人々の想いの力が、彼を呼び戻す。復活後の初代イバライガーには、かつての戦いで負った修復不能の傷が残っており、そうした破損をフォローするため、独自の改造が施されている。

- ハイパーイバライガー
  - イバライガーRよりさらに未来から来たという超時空戦士。イバライガーたちを遥かに上回る性能を有するジョーカー的存在でありながら、なぜかイバライガーRたちへの支援に徹しており、積極的に戦いに介入しようとしない。ハイパーイバライガーには多くの謎があり、そもそも「荒廃してしまったはずの未来」において、次々とヒーローが誕生するはずがない。自由に形状を変えることができるらしく、自身のエネルギー量に応じて、ブラットイバライガーや赤い球体の姿で登場することがあり、またハイパーイバライガー自体も、登場する度に形状の一部が変化している。何故そんなことが可能かは不明である。存在自体に謎が多いキャラクターである。
  - 必殺技
    1. ハイパーブラスト - ハイパーイバライガーの必殺技。掌から強い光とともに発せられる超強力な衝撃波。

- ミニライガー
  - 初期のイバライガー試作機を改造し、初代イバライガーのサポートユニットとした子供型のヒューマロイド。AIもイバライガーよりも未熟なため、行動や思考も子供そのもの。戦闘にはあまり向かないが、イバライガーたちにエネルギーを補給することができ、イバライガーのバックアップシステムとしての機能も合わせ持つため、イバライガー本体が破損した場合でも、ミニライガーがあれば回復することができる。ブルー、イエロー、グリーンの3体が存在し、それぞれ同等の性能を持つ。なお、本来は「初代のオプション」だが、初代イバライガー不在の期間は、イバライガーRのバックアップユニットとして機能していた。

- ミニライガーブラック
  - イバライガーブラックが、自ら専用のバックアップユニットとして生み出した子供型ヒューマロイド。ブラックと同等の戦闘力を有しているが、子供（AIが未熟）なため、本来の力が発揮されていない。性格的にもブラックの子供版。

- ブラットイバライガー
  - ハイパーイバライガーと同様に謎が多く、その容姿、強さからハイパーイバライガーのバックアップユニットだと思われていたが、その正体はハイパーイバライガー自身であることが判明した。エネルギーを使い果たし、赤い球体の姿となっていた際に、ミニライガーブルーからエネルギーを受け取ることで、この姿に変化した。ミニライガーの力だけではエネルギー不足であったため、子供サイズまでしかその姿を形成することができなかった。また、ミニライガーブルーのエネルギーを受け取ったことにより、ボディの半分がミニライガーブルーと同様のカラーになっている。エネルギーがフルチャージされることで、ハイパーイバライガーへとその姿を変える。

- ミニライガーR
  - 初代の復活によってミニライガーたちが本来の役割＝初代のバックアップに立ち返ったため、新たに生み出されたイバライガーR専用のバックアップユニット。イバライガーRの分身体であり「です・ます口調」で礼儀正しい優等生。

登場時のセリフは「時空戦士！ミニライガーR！」
- モラクル
  - イバライガー試作機の一体で、初代イバライガーのサポートユニットとして、現代に送り込まれた女性型ヒューマロイド。環境調査用にセッティングされており、ジャークとの戦いで荒れた環境を癒す役割も与えられている。

- イモライガー
  - 少年時代に初代イバライガーに救われたことから、イバライガーに憧れ、自ら作ったコスチュームを着てイバライガーたちを追い掛けるコスプレヒーロー。太めで気弱なため、足手まといになることが多いが、ときに勇気と機転でイバライガーたちの危機を救うこともある。

- 司会のお姉さん
  - ステージショーでは進行役として「司会のお姉さん」が活躍する。

### ジャーク軍団側

#### 四天王
- ダマクラカスン
  - かつて初代イバライガーとの戦いで、時空の狭間に封じられたが、兄「アザムクイド」に救われる。瀕死の状態だったが、さらに強力なジャークエナジーを得て復活し、イバライガーRと死闘を繰り広げることになる。
- ルメージョ
  - 氷の女帝。その名の通り冷血極まりなく、どんな手段でも相手を倒す冷酷さではジャークの中でも群を抜いている。その能力の全ては明かされていないが、様々な陰謀でイバライガーたちを追い詰める。ジャークの中で唯一、人間の女性の姿をしており、実はイバライガーたちの過去（未来）との深い因縁がある。
- アザムクイド
  - ダマクラカスンの兄。凄まじい能力を持っていると思われるが完全体ではなく、戦闘員に寄生している。ステージショーでは戦闘員に「腕だけアザムクイド」という姿で登場しているが、本来の姿は不明。赤い腕部分がダマクラカスンに酷似していることから、完全体の姿もダマクラカスンに似たものだろうと思われる。
- 邪鬼（ジャキ）
  - 戦闘員を鍛えるのが主な役割だったが、激化するイバライガーたちとの戦いに、ついに自らも戦線に出ることを決めた。自身が鍛え上げたソルジャークたちと共にイバライガーたちの前に立ちはだかる。

#### 怪人
- ブッコワシタイナー
  - 四天王の配下で悪事を働く怪人の一人。おねえ口調が特徴。普段は冷静で頭脳派を装っているが、本来は凶暴な性格。追い込まれると本性を露わにすることがある。
- ロクデナシー
  - 四天王の配下で悪事を働く怪人の一人。俗にいうチャラ男であり、「マジ」「ヤバイ」などが口癖である。やる気がなく、怪人の活動を初めて半年も経たないうちにやめてしまったらしい…
- ヒトデナシー
  - 四天王の配下で悪事を働く怪人の一人。ロクデナシーに代わり配属された。見た目、性格などはロクデナシーと似ているが、その関係は不明。胸部に巨大な眼が付いている。
- ジコチューン
  - 四天王の配下で悪事を働く怪人の一人。四天王の座を狙っているが、自己中心的な性格が災いして、いつも失敗している。
- ジャーク戦闘員（緑）
  - ジャークに寄生された初期段階の人間は、ジャーク戦闘員となる。緑色の戦闘員は、ジャーク化がまだあまり進んでいない段階なので、倒されると負の感情エネルギーが消滅し、普通の人間に戻れる可能性が高い。一部の緑ジャークは、ステージショーでもしばしば人間の心を取り戻すことがある。
- ジャーク戦闘員（赤）
  - 戦闘員（緑）よりジャーク化が進んだ戦闘員。戦闘力に特化していて凶暴。人間に戻れる可能性は低い。
- ジャーク先輩（黒）
  - ほぼ怪人クラスの能力を有する戦闘員の最上位クラス。
- ジャーク王子
  - ジャークが将来の大幹部として生み出した暗黒の王子。現在の姿は子供のジャークだが、恐るべき力を秘めているらしい。
- ジャーク首領
  - ジャーク軍団を率いる存在。未だにその正体は不明。
- Dr.ティクス
  - もとは筑波研究学園都市の科学者（物理学者）であったが、感情エネルギーを抽出する素粒子実験で偶然誕生したジャークに寄生され、悪の科学者になってしまう。

### その他
- イモライガーブラック
  - 悪のイモライガーなのか、単に黒いだけなのか、立ち位置がよく分からないキャラクター。過去に数回、ショーに登場している。
- T・D・F（ツクバ・ディフェンス・フォース）
  - 本来は人間であるジャークは殺傷するわけにいかないため、自衛隊などの出動は認められない。しかし、様々な能力を持つジャーク怪人には、警察では対応しきれないため、新たに結成された特殊機関。ジャークから街を救うために、様々な場所から集まった有志による民間機関でもある。イバライガーたちとは協力関係にあるが、イバライガーに頼らずに人間たちの力でジャークを撃退しようと集まった有志によって構成されているため、ときに対抗心を燃やすこともある。なお、イバライガーからフィードバックされた技術によって、TDF独自の特殊スーツを開発しているとも言われているが、詳細は明らかになっていない。
- メタリクス
  - 宇宙創生とともに生まれたとされる、神に近い存在。イバライガーの時空転移に反応して出現した。時間の概念を持たず、あらゆる時間に同時に存在している。なお、メタリクスの設定は以前の「時空戦士イバライガー」時代のもので、現在の公式設定では「休眠扱い」のキャラクターとなっている。
- はらあい
  - レギュラーMC。

## 各種設定
以下、各種設定はオリジナル版ではあるが、小さな子が主な観客であるステージショーには、ほとんど反映されていない。ただし、一部のショーではオリジナル設定に基づいたハードストーリーを公演することがあり、2011年1月にイオン内原で行われたステージショーでは「初代イバライガー復活」を描いた物語が披露されたが脚本は、子供向けにアレンジされている。
- 感情エネルギー
  - イバライガーたちのエネルギー源。その正体は、感情を伝達する未知の素粒子「エモーション粒子」である。
- エモーション粒子
  - イバライガーの世界では、感情を伝達する性質を持つ未知の素粒子＝エモーション粒子が存在している。エモーションは、生物の思考や感情そのものの持つエネルギーで、感情によって異なる波動を持つ。「視線を感じる」「幽霊を見た」といった感覚は、このエモーション粒子によるもので、テレパシーなどの超感覚にも関係している。エモーション粒子は、ヒッグス粒子をも上回る高エネルギー領域にある粒子で、発見者も「感情によって変化するエネルギー」などとは考えていなかった。
- ジャーク
  - 感情エネルギーの抽出実験において、偏ったエモーション粒子が集積される事態が起こり、これによって「生命体の概念」が変化し、ジャークが生まれてしまう。本来は形を持たないエネルギー体で、人間に寄生することで実体化する。不安や怒り、嫉妬、絶望などの負の感情を吸収し、人々を恐怖や悲しみに陥れることで、さらに増殖していく。
- エキスポダイナモ（EmotionX POwer Dynamo）
  - 感情（エモーション粒子）をエネルギーに変換・増幅できるシステム。感情エネルギーのジェネレーターであり、エキスポダイナモ自体には感情の正・負の判別はない。イバライガーの中枢システムではあるが、ジャークもまたエキスポダイナモから生まれた存在であり、両者は同じ技術の光と影とも言える。
- ライガーシステム
  - イバライガーシリーズ各機のベルト部分に組み込まれている制御装置。その中心部には、愛情、友情、優しさ、希望、思いやりなど、善意の感情だけに反応する「マインドコア」があり、イバライガーの魂のような重要システムである。なお、エキスポダイナモもライガーシステムの一部であり、エキスポダイナモ自体は悪意にも反応するため、イバライガーはジャークを感知したり悪意を浄化したりすることもできる。ただし、ライガーシステムの浄化能力を上回る悪意を吸収してしまうと、イバライガーがジャーク化する危険もある。
- トライク
  - 外見はバイクだが三輪で、法令上は自動車扱いのため、イバライガーの姿で公道を走っても違反にならないがトライクでの出動の際には、事前に警察に届け出て許可を受けている。
- イバイバイ
  - イバライガーたちとまた会える魔法の言葉とされている。ステージショーの最後、イバライガー退場の際には、SE付きで「イバイバイ」するのがお約束となっている。
- ジャーク体操
  - ステージショーの合間に会場の子供たちとジャーク戦闘員が一緒に行うことが多いオリジナル体操。飛び入りの小さなお子さんでもできる簡単な体操だが、ジャークが段取りや手順を間違えることもあり、割とグダグダである。参加した子どもたちには、サイン色紙やポスターなどの記念品がもらえる。
- タイムパラドックス問題
  - イバライガー世界におけるタイムトラベル設定は、初期のものから大幅に変更された。当初の設定では、未来で開発されたイバライガーが、任意の時間（現代）へ、次々と出現することになっており、その後のイバライガーR、ブラック、ガールなども順次送り込まれてくるというものだった。だが、タイムトラベルが自由にできるのであれば、そうした行動には矛盾がある。例えば「コップを倒して水浸しになった過去」を変えたいなら、コップがこぼれること自体を防げばいい。何もこぼれた後を拭いにくる必要はないのだ。つまりジャークによる被害を防ぐという目的から考えると、ジャークの誕生自体を防げばいいはずで、戦う必要はない。にも関わらず、ジャークによる侵略初期段階である「現代」にイバライガーが送り込まれたということは、その時間より過去へは遡れないことを意味している。従って現在の設定では、イバライガー自体には時間移動能力はなく（ただし同じ時空での空間転移は可能なため、ごく短時間の時間移動はできると考えられている）、またタイムトラベル自体も、自由に任意の時間に行けるわけではなく、本来は「過去への転移は不可能」としている。だが、過去のある時点に「未来が過去の一部になっている時空＝特異点」があれば、その時間にだけは転移できると考えた。こうして初代イバライガーは「予め設定された特異点＝現代」にあらわれる。なお、イバライガーRたちが初代イバライガー以降の時代に出現するのは、初代とジャークの闘いで新たな特異点が生まれたためである。
- 平行世界
  - イバライガーは二度と元の未来に戻ることはできない。これは特異点＝現代にイバライガーが出現した時点で、元々の未来とは別の歴史に分岐してしまうからだ。「現代」はその後分岐していく平行世界の分岐点となっていて、イバライガーが存在する現代は、イバライガーが生み出された未来にはつながっていない。過去に干渉しても「過去に干渉しなかった未来」が変わることはない。このため、イバライガーを過去に送り込んだ人々そのものは決して救われない。未来人は全てを承知の上で、イバライガーたちを過去へ送ったと思われる。

## テーマソング
- 「時空戦士イバライガーR 〜尊き生命〜」
歌：宮内タカユキ
作詞：宮内タカユキ
作曲・編曲：宮内タカユキ、DIXIES
- 「FOREVER」
歌：宮内タカユキ
作詞：宮内タカユキ
作曲・編曲：宮内タカユキ、DIXIES

## 小説版
「時空戦士イバライガー」の世界を、運営団体「茨城元気計画」の外部メンバーとして、ショーシナリオ、各種設定、広報企画、ポスターなどキービジュアル制作等を長く担当してきたうるの拓也（うるのクリエイティブ事務所）が小説化した作品。普段のステージショーでは再現できない表現や小説オリジナルのキャラクターなどを登場させ、SF設定なども考察し直して、ご当地ヒーローの子供向けステージショーを本格SFアクションとして再構築していくシリーズ。

## 関連グッズ
主催団体制作のパンフレット、ポスター、カレンダー、主題歌CD、トレーディングカード、缶バッジ、Ｔシャツ、リストバンドといった関連グッズは、イバライガーショー開催の際に、ステージ脇で販売されていることが多い。この他、メーカーとのコラボ商品として「飲酒運転撲滅焼酎（麦・芋）」、「イバライガー元気牛乳」などがあり、これらは茨城県内のお店で販売されている（酒類および乳製品のため、主催団体自身では扱っておらず、ステージショー会場では購入できない）
また非売品として茨城県内各所に掲示された「飲酒運転撲滅ポスター（企業協賛）」「節電うちわ」「イバライガーBOXティッシュ」「焼酎販促ポスター（メーカー協賛）」などがあり、うちわ、ティッシュはイベント会場などで配布された。2011年6月の茨城県警との協定以降は、県警とのコラボ防犯ポスターなども制作されている。

## テレビ等の出演
- 「ピラメキーノ」への出演
  - 「ピラメキーノ」のキャラ-1GPの2009年12月22日の放送回に出場し、数々のゆるキャラたちを倒してきた同番組のマスコットキャラであるピラメキパンダを倒し、王者に輝く。しかし、2010年1月28日放送回によるリターンマッチで敗北を喫してしまう。その後、2010年2月17日放送回でイバライガーブラックがピラメキパンダの元へ現れる。翌週の2010年2月24日放送回ではブラックが試合に乱入したためにその週の試合はノーゲームとなってしまったが、これがきっかけでキャラ-1GP2010トーナメントが開催されることとなり、ブラックが参戦することとなった。
  - 2010年3月18日放送回で本来の設定と異なるキャラ-1GPのみのギミックとして以下が明かされている。
    - イバライガーブラックは、イバライガーシニアを実の父に持つイバライガーRの双子の弟である
    - イバライガーRのRはREDの意味を持つ
    - イバライガーファミリーはかつて父のシニアと母が離婚しており、Rとブラックが生き別れになっていた
    - 母に育てられたブラックだったが、シニアとRがピラメキパンダに倒されたことを知って、ピラメキパンダへの復讐を誓い、シニアの下に現れた

  - 2012年6月6日 - 8日、11日、12日に渡って放送された「ヒーロー大運動会」に出演。
- NEWS ZERO（日本テレビ - 2009年1月27日、IHP結成、R活動を開始。
- イブニング・ファイブ（TBSテレビ） - 2009年2月27日「特集“ヒーロー復活物語”」
- 首都圏ネットワーク（NHK総合） - 2009年4月20日「特集“復活にかける若者たち”」
- ズームイン!!SUPER（日本テレビ） - 2009年12月24日「バードウォッチング」
- ナニコレ珍百景3時間スペシャル（テレビ朝日） - 2010年3月17日
- 2011年3月11日の東北大震災にて被災地でありながら、避難所、養護施設などを積極的に周り新聞等のメディアに多く取り上げられる。
- Nスタ（TBSテレビ） - 2011年4月14日、避難所を周り子供達に笑顔をプレゼントするイバライガーたちの姿が特集として放送。
- あさイチ（NHK総合） - 2011年6月6日、風評被害から茨城を救うヒーローとして生出演。
- ニュースワイド茨城（NHK水戸放送局） - 2011年8月4日、イバライガーと牛乳メーカーがコラボして誕生した「イバライガー元気牛乳」が紹介される。
- 2011年7月14日から10月11日まで秋葉原駅前にある日本赤十字社（東京都赤十字血液センター）の献血ルーム「akiba:F」で「ご当地キャラ＆ヒーロー大集合」が開催され、茨城のご当地ヒーローとしてイバライガーマスク、焼酎・牛乳などのグズ、CDやポップ類の展示とプロモーション映像の上映が行われた。
- くりぃむクイズ ミラクル9（テレビ朝日） -2012年6月27日、茨城県を当てるクイズのヒントとして登場。
- 出没!アド街ック天国（テレビ東京）　- 2012年8月4日、つくば特集の26位にランクインをする。
- JOYnt!（群馬テレビ）　- 2012年11月14日 - 12月5日まで、4週続けて行われた茨城特集に登場
- ニュースワイド茨城（NHK水戸放送局） - 2013年8月30日（金）、ヒーローの暑い熱い戦いとして、ミニライガーRをメインに、舞台裏へと迫った。
- 東京トイボックス（テレビ東京）　- 2013年10月5日 - 12月21日までのドラマにおいて、同番組内に登場する特撮ヒーロー「電脳戦士モバイラー」としてハイパーイバライガーの衣装を一部改造して提供。作中では、要潤が演じる主人公「天川太陽」がコスプレとして「電脳戦士モバイラー」の衣装を装着する。
- 王様のブランチ（TBSテレビ）　- 2014年4月19日（土）、同番組内、茨城県特集のコーナーにおいて、茨城県で活動する旬のキャラクターとして登場。
- バイキング（フジテレビ）　- 2014年6月23日（月）、地引網コーナーにて、茨城県鉾田市の海岸にて地引き網が行われ、茨城のPRとして参加。
- 鳳神ヤツルギ 木更津超熱戦 燃えあがれヤツルギ魂 - 千葉県のご当地ヒーロー鳳神ヤツルギの劇場版。ヤツルギの危機に駆け付ける県外ご当地ヒーロー軍団としてイバライガーRとイバガールが登場。
  - 日本ローカルヒーロー大決戦 - 鳳神ヤツルギの劇場版第2作、前作同様イバライガーRとイバガールが登場。
- 月曜から夜ふかし（日本テレビ）　- 2015年6月27日の番組2時間SP内にて、「セクシーすぎるご当地ヒロイン」としてイバガールが取り上げられる。2017年3月14日の茨城特集にて、前回登場からその後としてイバガールが取り上げられる。
- 出没!アド街ック天国（テレビ東京）　- 2015年8月1日（土）、茨城県土浦市特集の中で、モール505をロケ地として使った映像作品の見本として、イバライガーが登場。
- ニノさん（日本テレビ） - 2016年8月21日（日）、番組内「ニノさんのクイズ！ミステイク」にてクイズの出題者としてイバライガーブラックが登場。
- Nスタ（TBSテレビ） - 2016年11月14日（月）、イバライガーブラックがファンの通夜に参列したことを放送される。
- あさチャン!（TBSテレビ） - 2016年11月15日（火）、イバライガーブラックがファンの通夜に参列したことを放送される。
- 優しい人なら解ける クイズやさしいね（フジテレビ）　- 2017年1月24日（火）、同番組2時間SP内にて、イバライガーブラックがファンの通夜に参列した件がクイズの問題として出題される。
- 世にも奇妙な物語'19雨の特別編「永遠のヒーロー」（フジテレビ） - 2019年6月8日、大場博人（演 -郷ひろみ）が変身するヒーロー『レッドライガー』役として出演[1]。
- 怪人開発部の黒井津さん - 第1話と最終話にイバライガーRらが登場。

## 関連記事など
- “29日から「茨城県フェア」　イバライガーがPR　イオン40店舗”. 茨城新聞. (2018年6月29日)
- “イバライガーブラック　思いやり、親切大切に　小学3、4年　道徳教科書に登場”. 茨城新聞. (2018年5月26日) (2018-05-26発行).  オリジナルの2018年5月26日時点におけるアーカイブ。
- “茨城のご当地ヒーロー、おっかけ最年長だったおばあちゃんの通夜で最期の別れ”. grape. (2018年5月19日) 2018年6月11日閲覧。
- “茨城のセブンイレブンで、強すぎる『お客様』が目撃される! 「強盗でもビビるわ」”. grape. (2017年9月6日) 2017年9月7日閲覧。
- “イバライガーが税の大切さ訴え　水戸”. 茨城新聞. (2017年8月20日).  オリジナルの2017年8月28日時点におけるアーカイブ。
- “ニッカン宅配プラス1　茨城! 栃木!! 群馬!!!「ご当地ヒーロー」見参!!”. 日刊スポーツ. (2017年4月29日)
- “イバライガー生みの親”. 日本経済新聞. (2015年3月12日)
- “イバライガーのクオカード発売　収益の一部は子育て支援に”. 産経ニュース. (2014年11月6日)
- “イバライガー　クオ・カードに　売上金の一部　子育て支援に”. 東京新聞. (2014年10月30日).  オリジナルの2014年11月6日時点におけるアーカイブ。
- “イバライガーのQUOカード発売－「大好きいばらき応援寄付金」の一助に”. 水戸経済新聞. (2014年10月29日)
- “IBARAKIのヒーローと子育て世帯を応援するQUOカード発売（クオカード）”. paymentnavi. (2014年10月29日)
- “ご当地クオカード:県内初、販売始まる　／茨城”. 毎日新聞. (2014年10月29日).  オリジナルの2014年11月6日時点におけるアーカイブ。
- “茨城）ご当地ヒーロー「イバライガー」、防犯ＤＶＤに”. 朝日新聞. (2014年4月22日).  オリジナルの2014年6月7日時点におけるアーカイブ。
- “正義の味方から防犯DVD贈呈”. 読売新聞. (2014年3月3日)
- “児童館に防犯DVD　不審者対策イバライガーが寄贈”. newspaper茨城新聞. (2014年3月1日).  オリジナルの2014年3月12日時点におけるアーカイブ。
- “高さ100メートルで日本一　バンジージャンプ、茨城・常陸太田に”. 日本経済新聞. (2014年3月1日)
- “高さ100mから落下する「竜神大吊橋バンジー」が迫力満点”. 日刊アメーバニュース. (2014年2月27日).  オリジナルの2014年3月12日時点におけるアーカイブ。
- “防犯DVD:イバライガーが贈呈　県児童館連絡協に　／茨城”. 毎日新聞. (2014年2月27日).  オリジナルの2014年3月13日時点におけるアーカイブ。
- “散歩道:イバライガーが福祉施設慰問−−水戸 ／茨城”. 毎日新聞. (2013年12月27日)[リンク切れ]
- “イバライガーから“贈り物”　水戸・こども福祉医療センター”. 茨城新聞. (2013年12月27日).  オリジナルの2014年1月7日時点におけるアーカイブ。
- “地域の防犯に貢献　イバライガー表彰　茨城”. msn産経ニュース. (2013年10月11日)[リンク切れ]
- “イバライガーにも功労表彰　地域安全県民大会”. 茨城新聞. (2013年10月11日).  オリジナルの2014年1月7日時点におけるアーカイブ。
- “イバライガー、投票呼び掛け　知事選、県内51カ所で街頭啓発活動　茨城”. msn産経ニュース. (2013年9月2日).  オリジナルの2013年9月1日時点におけるアーカイブ。
- “「投票に行こう」　土浦、ご当地アイドルら訴え”. 茨城新聞. (2013年9月2日).  オリジナルの2013年10月6日時点におけるアーカイブ。
- “アイドルら、投票率アップに一役　茨城知事選”. 朝日新聞. (2013年8月28日).  オリジナルの2015年7月2日時点におけるアーカイブ。
- “ご当地アイドルとイバライガー、一日選管委員に　投票呼び掛けへ　来月1日、土浦街頭活動”. 茨城新聞. (2013年8月28日).  オリジナルの2013年10月5日時点におけるアーカイブ。
- “愛と正義の力に託す　アイドルとヒーロー　一日選管委員に任命”. 東京新聞. (2013年8月28日).  オリジナルの2013年8月28日時点におけるアーカイブ。
- “イバライガーのエナジードリンク　発売　茨城”. msn産経ニュース. (2013年8月15日).  オリジナルの2013年8月15日時点におけるアーカイブ。
- “ボトルにイバライガー、炭酸飲料発売　茨城元気計画とチェリオ連携”. 茨城新聞. (2013年8月8日).  オリジナルの2013年9月8日時点におけるアーカイブ。
- “水戸税務署:イバライガーとコラボでショー−−黄門まつりで　／茨城”. 毎日新聞. (2013年8月4日).  オリジナルの2013年8月5日時点におけるアーカイブ。
- “イバライガー非行防止教室”. 茨城新聞. (2013年7月23日)
- “「ご当地キャラ×ぐるなび」 ご当地活性化プロジェクト”. msn産経ニュース. (2013年6月28日)[リンク切れ]
- “今季最多の観客６５１６人　J2水戸「1万人」は届かず”. 朝日新聞. (2013年6月3日).  オリジナルの2013年6月2日時点におけるアーカイブ。
- “感謝状:県警、イバライガーに　犯罪の起きにくい社会づくりに貢献　／茨城”. 毎日新聞. (2013年4月23日).  オリジナルの2013年6月13日時点におけるアーカイブ。
- “茨城県警がイバライガーに感謝状　地域の安全守るヒーロー”. msn産経ニュース. (2013年4月20日).  オリジナルの2013年4月20日時点におけるアーカイブ。
- “イバライガーも注意を呼び掛け　土浦署　あすから「春の地域安全運動」”. 東京新聞. (2013年4月20日).  オリジナルの2013年4月24日時点におけるアーカイブ。
- “イバライガー大好き”. 茨城新聞. (2013年3月25日)
- “支える　いばらき　3・11から２年（３）　イバライガーの卯都木睦さん　つくば市”. 東京新聞. (2013年3月6日).  オリジナルの2013年3月13日時点におけるアーカイブ。
- “農機盗難 許さんぞ”. 農業新聞. (2013年3月3日)
- “ご当地ヒーロー、中華まんに　茨城のイバライガー”. 朝日新聞. (2013年2月6日).  オリジナルの2013年6月18日時点におけるアーカイブ。
- “無償でも人々励ましたい”. 毎日新聞. (2013年2月5日)
- “イバライガー中華まん発売　ローソン、きょうから　茨城”. msn産経ニュース. (2013年2月5日).  オリジナルの2013年2月5日時点におけるアーカイブ。
- “通報のポイントヒーローが伝授”. 朝日新聞. (2013年1月11日)
- “高齢者を事故から守れ、イバライガーら一日署長”. 茨城新聞. (2012年9月18日).  オリジナルの2012年9月20日時点におけるアーカイブ。
- “イバライガー　菓子になって参上!”. 朝日新聞. (2012年6月22日)[リンク切れ]
- “イバライガー土産登場　県内SAとPAで販売　クッキー、まんじゅう…多彩な10種類”. 茨城新聞. (2012年6月22日).  オリジナルの2013年5月1日時点におけるアーカイブ。
- “お菓子でも「イバライガー」　関連グッズ“パワーアップ””. msn産経ニュース. (2012年6月22日).  オリジナルの2012年6月24日時点におけるアーカイブ。
- “イバライガーエッグの売れ行き好調－水戸で販促イベント”. 水戸経済新聞. (2012年6月18日)
- “イバライガー:県のご当地ヒーロー、企業とコラボ続々　ＳＡで新商品発売　「善意の感情エネルギー」でボランティア　／茨城”. 毎日新聞. (2012年5月27日)[リンク切れ]
- “雑記帳:茨城県のご当地ヒーロー「イバライガー」大活躍”. 毎日新聞. (2012年5月23日).  オリジナルの2012年6月8日時点におけるアーカイブ。
- “春の地域安全運動:イバライガーが防犯を呼び掛け　／茨城”. 毎日新聞. (2012年4月24日)[リンク切れ]
- “ご当地ヒーロー：「イバライガー」　名産の卵PR”. 毎日新聞. (2012年2月25日)[リンク切れ]
- “ご当地ヒーロー「イバライガー」　コラボ商品続々　茨城”. msn産経ニュース. (2012年2月25日).  オリジナルの2012年2月25日時点におけるアーカイブ。
- “「110番の日」にイバライガーが一日課長－緊急電話のマナ－広める”. 水戸経済新聞. (2012年1月10日)
- “水戸経2011年間PV1位は「イバライガー元気牛乳」－震災関係が上位独占”. 水戸経済新聞. (2011年12月28日)
- “高速道で「イバライガー」スタンプラリー、缶バッジや特産品用意”. 水戸経済新聞. (2011年12月7日)
- “ご当地ヒーローは企業が味方”. 日本経済新聞. (2011年12月6日)
- “ひたちなか海浜鉄道が「感謝祭」 - イバライガーRの一日駅長も”. 水戸経済新聞. (2011年11月21日)
- “イバライガーが茨城県警ポスターに - 防犯訴える”. 水戸経済新聞. (2011年9月8日)
- “県警：イバライガーとコラボポスター　犯罪防止訴え　／茨城”. 毎日jp. (2011年9月6日)[リンク切れ]
- “イバライガー元気牛乳人気に - 県内スーパーなどで販売”. 水戸経済新聞. (2011年8月24日)
- “イバライガー、牛乳に変身! 茨城のスーパーなどで販売”. asahi.com. (2011年8月23日).  オリジナルの2013年4月25日時点におけるアーカイブ。
- “イバライガー牛乳発売　売り上げ一部、活動資金に”. 茨城新聞. (2011年7月28日)[リンク切れ]
- “新発売イバライガー牛乳で「茨城を元気に!!」”. msn.産経ニュース. (2011年7月28日)[リンク切れ]
- “イバライガーRと警察がタッグ”. 全国郷土紙連合. (2011年6月4日).  オリジナルの2013年4月26日時点におけるアーカイブ。
- “正義の味方イバライガー、防犯PRに協力　県警と協定”. 茨城新聞. (2011年6月4日)[リンク切れ]
- “イバライガーが茨城県警とスクラム - 安全で安心な街づくりで協定”. 水戸経済新聞. (2011年6月3日)
- “水戸駅ビル「エクセルみなみ」が開業 - キーテナントのビックカメラは6月に”. 水戸経済新聞. (2011年5月25日)
- “大洗で震災復興「100円商店街」 - イバライガーなど応援に駆け付ける”. 水戸経済新聞. (2011年4月30日)
- “イバライガーR被災地に登場 - 子どもたちに勇気と力を”. 水戸経済新聞. (2011年4月3日)
- “震災に負けるな! イバライガーがついてるぞ”. デイリースポーツオンライン. (2011年3月20日).  オリジナルの2011年3月21日時点におけるアーカイブ。
- “「福島も一緒に頑張って」ご当地ヒーロー激励”. msn.産経ニュース. (2011年3月19日).  オリジナルの2011年3月26日時点におけるアーカイブ。
- “イバライガー焼酎「潤滑油」に　飲酒運転は「許さん」”. asahi.com. (2010年12月22日)[リンク切れ]
- “イバライガーRがツイッターでつぶやき開始 - 初日からフォロワー200人超に”. 水戸経済新聞. (2010年3月25日) 2011年2月20日閲覧。
- “ついに復活! ご当地ヒーロー「イバライガーR」”. イザ!. 産経新聞. (2009年5月5日).  オリジナルの2009年5月30日時点におけるアーカイブ。